# Ганнон (сын Гамилькара I)
Ганнон (V век до н. э.) — знатный карфагенянин.

## Биография
Ганнон принадлежал к правящему пунийскому роду Магонидов. Его отцом был Гамилькар I, возглавлявший карфагенскую армию во время битвы с сицилийскими греками при Гимере, произошедшей в 480 году до н. э. По предположению французских исследователей Ж. Пикар и К. Пикар, Ганнон мог родился приблизительно за двадцать лет до этого сражения.
Если на рубеже VI и V веков до н. э. военные кампании карфагенян в Африке складывались для них в целом неудачно, то после 480 года до н. э., а, по всей видимости, около 475—450 годов до н. э., ситуация изменилась. В результате успешных действий пунийцы смогли добиться прекращения поставки дани ливийцам и нумидийцам и создали карфагенскую хору. Согласно свидетельству Юстина, эти перемены связаны с именами внуков Магона I, в том числе Ганона, правивших совместно. По мнению антиковедов, скорее всего, именно Ганнон мог занимать первенствующее положение среди братьев. По словам Диона Хризостома, «Ганнон превратил карфагенян из тирийцев в ливийцев». Также, возможно, именно Ганнон воглавил масштабную морскую экспедицию на запад Африканского континента. Плиний Старший называет Ганнона «вождём карфагенян» (charthaginiensium dux) и полководцем. Французские историки Ж. Пикар и К. Пикар полагают, что вследствие раздоров в семье, связанных с переориентацией политики, был вынужден удалиться в изгнание родной брат Ганнона Гисгон.
Однако впоследствии «семья полководцев стала тяжела для свободы», и Магониды утратили своё исключительное положение в государстве.
Сыном Ганнона был Гимилькон II.